# 基齐库斯的欧多克索斯
欧多克索斯，（约活动于公元前2世纪前后）古希腊探险家和航海家。生于弗里吉亚地区的基齐库斯。为迄今所知从西欧环绕非洲海岸航行的先驱者。他曾两次接受埃及国王之命令而成功实现从红海航行至印度并前往西班牙的加德斯（今加的斯），并为此准备三艘船支。首航至摩洛哥南部由于船支搁浅而失败。后来他又从非洲西海岸向南航行，但是又因为迷路而告终。他对非洲的探索纪录一直保持至公元15世纪末才被打破。